# Землетрус у Ленінакані (фільм, 1926)
«Землетрус у Ленінакані» (рос. «Землетрясение в Ленинакане») — радянський документальний фільм 1926 року кінорежисера Амо Бек-Назаряна. 